# Università del Liechtenstein
L'Università del Liechtenstein è l'ateneo della città di Vaduz, nel principato del Liechtenstein.

## Storia
Venne fondata nel 1961 con il nome di Abendtechnikum Vaduz per la volontà del governo del principato e col sostegno di numerose aziende locali. In aggiunta al dipartimento di Ingegneria meccanica, nel 1963 si aggiunsero i dipartimenti di Ingegneria civile e di Architettura. Nel 1985 i vari dipartimenti inerenti allo studio di materie a forte impronta ingegneristica subirono un tale miglioramento da giustificare un distaccamento dall'originale Abendtechnikum Vaduz ed un loro accorpamento nella Liechtensteinische Ingenieurschule (LIS).
Nel 1992 la LIS venne riconosciuta come un'università autonoma delle Scienze Applicate (Fachhochschule), mentre nell'Università pubblica fu creato un dipartimento di Economia aziendale. Infine nel 1997 la LIS venne convertita in un'organizzazione pubblica. A seguito di questo avvenimento, vennero chiusi nel 2002 i dipartimenti di Ingegneria meccanica e civile. Contemporaneamente, però, venne potenziata la facoltà di Economia con la creazione di un nuovo dipartimento e di un istituto (interno allo stesso).
Sempre nel marzo 2002, il campus universitario venne spostato presso un'ex fabbrica tessile riqualificata appena fuori Vaduz.
Nel 2003 e nel 2004 vennero associati i primi due Istituti di ricerca: lo SME Centre (o KMU Zentrum) ed il Liechtenstein Economic Research Centre.
Nel 2005 la LIS (Fachhochschule) tornò a far parte della Università del Liechtenstein, con la possibilità di offrire dottorati (dal 2008) e programmi di specialistica (2009).

## Organizzazione
Il campus, situato sopra Vaduz nel sito dell'ex cotonificio Spoerry, è facilmente raggiungibile con i mezzi pubblici e privati. Praticamente non vi sono parcheggi, se non per il personale. La struttura universitaria è così organizzata (in dipartimenti, istituti ed istituti affiliati):
- Department Undergraduate Business Economics (Corso triennale in Business Administration & Corso di laurea triennale in informatica)
- Graduate School (contenente tutte le attività di Specialistica e Dottorati)
- Institute for Architecture and Planning (Corso di laurea triennale in Scienze dell'Architettura, specialistica in Architettura, e Dottorato in Architettura e pianificazione)
- Institute for Entrepreneurship (Studio delle attività imprenditoriali e manageriali)
- Institute for Financial Services
- Institute for Information Systems
- Istituto affiliato SME Centre (KMU Zentrum)
- Istituto affiliato Liechtenstein Economic Research Centre (KOFL)

Gli organi amministrativi sono:
- Administrative Departments: il dipartimento che cura le pratiche amministrative (segreteria compresa)
- Central Services: dipartimento che si occupa della gestione e organizzazione dei servizi principali dell'Università
- Study Administration: dipartimento per l'organizzazione della didattica